# Fossa oceanica
In geologia una fossa oceanica è una depressione lineare del fondo oceanico. Può essere adiacente e parallela ad un margine continentale, oppure ad un arco insulare, quest'ultimo è separato dal continente e da un bacino di retroarco. Generalmente sono lunghe migliaia di metri, profonde fino a 11000 m e relativamente molto strette.
I due versanti di una fossa sono asimmetrici: quello oceanico è meno ripido, mentre quello continentale o insulare è più ripido e caratterizzato da melanges, sedimenti misti e complessi di natura sia continentale sia oceanica. L'area continentale o insulare presenta orogenesi, attività sismica e spesso vulcanica. Le fosse sono il risultato dell'interazione tra due placche, oceanica-continentale o oceanica-oceanica, che premono l'una contro l'altra in un movimento compressivo: la zolla più densa sprofonda sotto quella meno densa, e tale movimento è detto subduzione.

## Conseguenze della subduzione

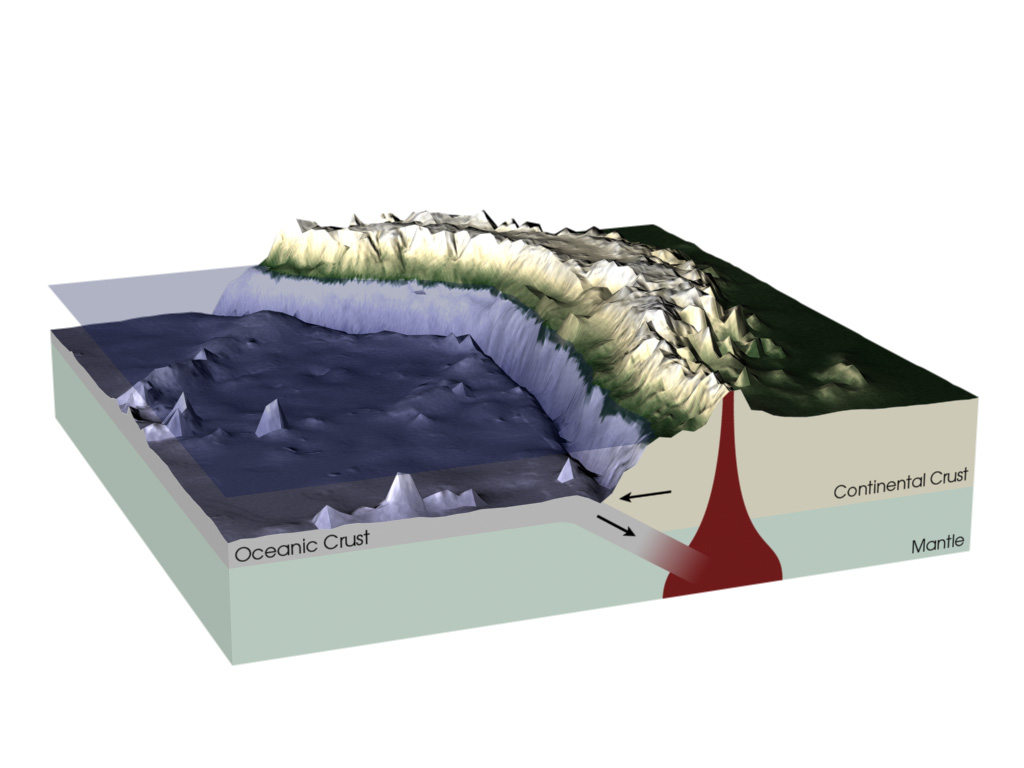
Zona di subduzione e fossa oceanica vicino alla costa.

Analizzando i sismogrammi, è stata rilevata lungo queste strutture un'intensa attività sismica, che risulta collocata più in profondità a mano a mano che ci si allontana dalla zolla in subduzione. Questo perché la superficie che scende verso il mantello, denominata piano di Benioff, friziona contro quello della zolla antagonista, causando un attrito tra la litosfera oceanica subdotta e quella continentale o insulare obdotta. Ciò avviene fino a circa 720 km di profondità, dopodiché l'attività si interrompe bruscamente in quanto la crosta fonde a causa delle alte temperature.
La fusione di vaste masse rocciose provoca fenomeni di intenso vulcanismo lungo il margine della fossa; si creano così catene vulcaniche che nel caso di una crosta oceanica danno luogo ad archi insulari, mentre nel caso di una continentale danno origine a cordigliere montuose (esempio classico sono le Ande, ma anche l'Indonesia, le Filippine, il Giappone e le isole Sandwich Australi).
Il vulcanismo lungo queste zone è, diversamente dalle dorsali, altamente esplosivo, dal momento che il magma proviene dalla fusione di rocce della crosta ed è quindi molto acido.

## Dorsali e fosse
Il legame tra le dorsali oceaniche e le fosse abissali è stretto: appartengono a quello che si può considerare un medesimo sistema geologico.
La dorsale oceanica, che si sviluppa per circa 70.000 km sui fondali dei principali oceani (Oceano Atlantico, Oceano Pacifico, Oceano Indiano, Mar Rosso ed il Mar Glaciale Artico), costituisce il più grande complesso eruttivo del pianeta, dal quale fuoriescono annualmente migliaia di milioni di metri cubi di materiale magmatico proveniente dal mantello. Il magma basaltico, di tipo toleitico (ultrabasico, con contenuto in silice inferiore al 45%), è particolarmente fluido (quindi con elevata capacità di intrusione e risalita) e caratterizzato da una temperatura estremamente elevata, che arriva a 1200-1300 °C.
La risalita di materiale magmatico dalla temperatura così elevata, provoca una fusione nella roccia della crosta oceanica, cui corrispondono un assottigliamento ed una diminuzione della densità, che hanno come conseguenza l'inarcamento dei labbri della frattura, che viene sollevata oltre il livello medio del fondale oceanico. In alcuni casi, questo innalzamento può provocare un aumento della quota dei rilievi oltre i 2000 m. In alcune circostanze, i labbri della frattura possono fuoriuscire oltre il livello delle acque, generando isole caratterizzate da affioramento di materiale basaltico, come appunto le Azzorre o l'Islanda.
Questo movimento provoca il progressivo e continuo allontanamento (ad una velocità variabile, ma dell'ordine di qualche cm/anno) del materiale roccioso più vecchio dall'asse della dorsale. La roccia magmatica continua nel suo lento processo di raffreddamento, responsabile dell'aumento dei valori di densità delle rocce raffreddate. Ciò comporta una progressiva contrazione della crosta basaltica, la quale tenderà a diminuire progressivamente la propria quota, originando nuovo pavimento oceanico, che con il tempo verrà ricoperto da materiale clastico.
Dopo un ciclo vitale della durata massima stimata fra i 190 e i 200 milioni di anni, il basalto della crosta oceanica, avrà raggiunto il valore critico di densità, impedendo quindi alla crosta di continuare a galleggiare sulla sottostante astenosfera. Questo provocherà un graduale inabissamento del pavimento oceanico (in sezione, infatti, il pavimento oceanico mostra una moderata convessità, che si accentua in direzione dell'invecchiamento del materiale roccioso). Giunta a contatto con una placca continentale, meno densa, la materia crostale oceanica accentuerà il proprio processo di sprofondamento, propriamente chiamato di subduzione, al di sotto della crosta più leggera, lungo un piano di scorrimento detto "piano di Wadati-Benioff", la cui inclinazione è variabile tra i 5 ed i 35° (anche se, in alcune zone, raggiunge i 70°).
Dall'approfondimento del fondale, appunto, deriva quella che viene chiamata fossa oceanica, o fossa abissale.

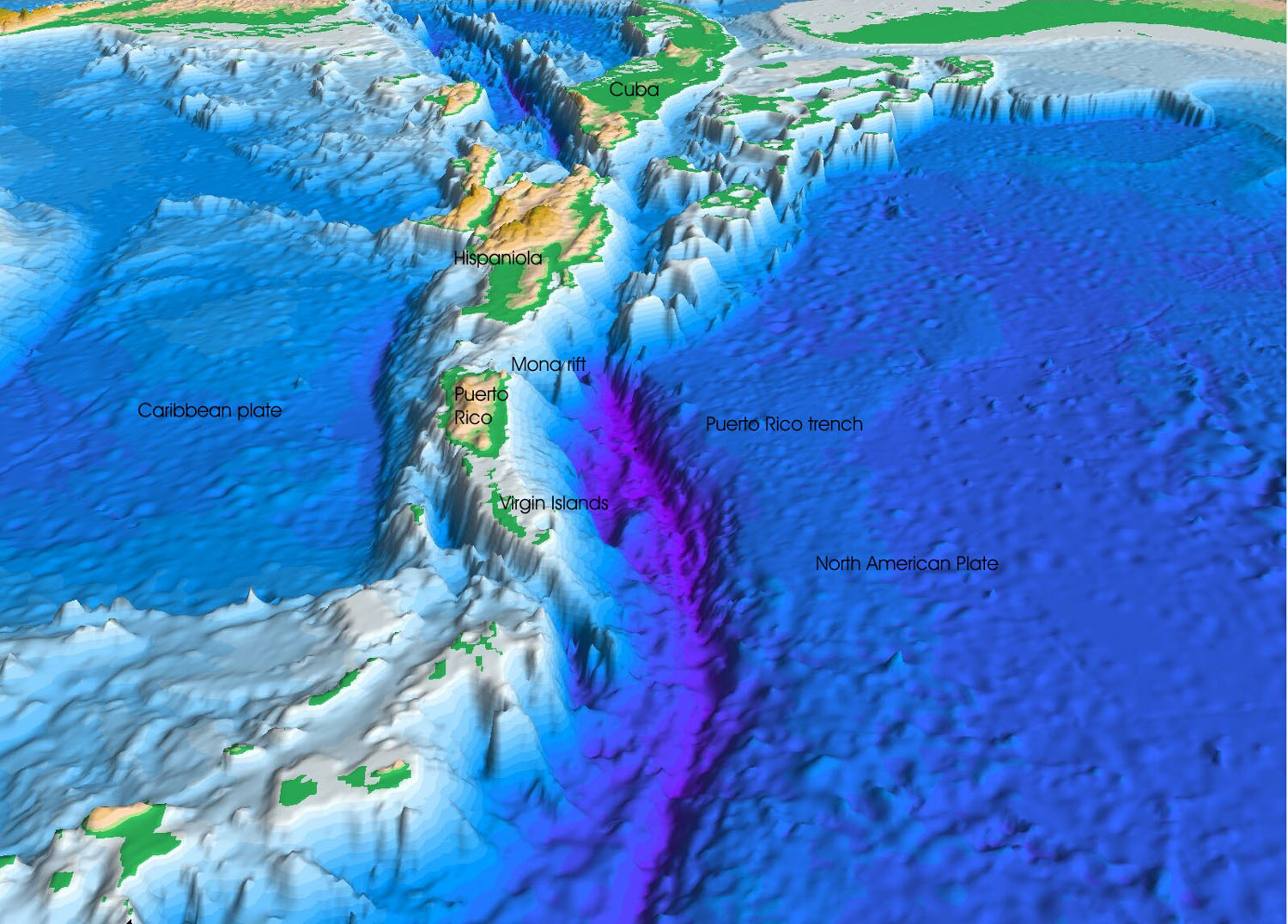
La Fossa di Porto Rico.

Lungo il piano di Benioff, che costituisce la zona di contatto tra la materia crostale oceanica e continentale, verranno generati attriti considerevoli tra le due placche, che subiranno una serie di profonde deformazioni e stress che, nel tempo, generano una serie di violenti sismi, caratteristici delle zone prospicienti le fosse abissali (ad esempio, il Giappone).
Man mano che la crosta oceanica scivola (alla velocità di qualche cm/anno) verso il mantello, le condizioni del sistema variano considerevolmente: la temperatura e la pressione cui le rocce sono sottoposte raggiungono valori critici, per cui la crosta oceanica, incluso i depositi sedimentari accumulatisi al disopra dei livelli basaltici, andrà incontro a fusione, trasformandosi nuovamente in materiale magmatico (questo tipo di magma viene detto "anatettico", o di "rifusione").
Tale magma, (intrudendosi nelle rocce della soprastante placca continentale, in conseguenza di un alleggerimento litostatico, risalirà verso la superficie (non senza difficoltà, vista la considerevole viscosità e la temperatura relativamente bassa del magma anatettico), fino a generare enormi batoliti o, in casi più favorevoli, eruzioni vulcaniche subaeree.
In questo caso, lungo l'intero margine di subduzione, le eruzioni vulcaniche (estese anche per migliaia di km, come nel caso delle Ande), portano alla nascita di un sistema vulcanico di retro-fossa (o arco-vulcanico, per la caratteristica forma ad arco che, vista dall'alto, la struttura tende ad assumere). Dunque, ad una fossa abissale, sarà sempre associato un retro-arco vulcanico, caratterizzato da una continua attività eruttiva e da intensa sismicità (derivata, come detto dagli attriti sviluppati dalla subduzione lungo il piano di Benioff).
In altri casi però, nel suo processo di allontanamento e contestuale invecchiamento dalla dorsale, la crosta oceanica potrà scontrarsi non con una placca continentale, bensì con un'altra placca oceanica.
Sebbene in questo caso la differenza di densità sia poco accentuata, comunque si verificherà una subduzione della placca più fredda e vecchia sotto quella relativamente più calda e recente.
Anche in questo caso il fenomeno subduttivo avrà come risultato la formazione di magma a partire dalla rifusione della crosta oceanica più antica. In questo caso però, il magma, risalendo in superficie, porterà alla formazione di un arco insulare vulcanico: una serie di isole generate dall'accumulo di materiale magmatico derivante dalle prolungate eruzioni sul fondale oceanico, conseguenti alla subduzione crostale.
Queste isole, di dimensioni variabili (ma solitamente ridotte) sono caratterizzate da intensa attività sismica e vulcanica, e tenderanno anch'esse ad assumere la forma di un arco (visto dall'alto), disponendosi parallelamente all'andamento del fronte di subduzione.
L'insieme del complesso arco insulare-fossa abissale assume il nome di sistema "arco-fossa".
Il bacino oceanico prospiciente la fossa assume il nome di "fossa oceanica" o avanarco, quello situato alle spalle dell'arco vulcanico, invece, viene denominato bacino di retroarco.
Riassumendo, mentre nei pressi della dorsale oceanica la risalita di magma produce nuovo pavimento oceanico, quello più vecchio e freddo, allontanato in direzione delle fosse abissali, va incontro al processo di subduzione, con formazione di materiale magmatico che andrà ad alimentare il vulcanismo del sistema "arco-fossa".
La dorsale oceanica è quindi da considerarsi un sistema geotettonico a dinamica attiva (produzione di nuova materia), mentre la fossa oceanica rappresenta invece un'area geotettonica passiva (distruzione e rifusione di materiale roccioso preesistente).
L'insieme di queste due strutture genera un ciclo di costruzione e distruzione del materiale roccioso, che contribuisce all'equilibrio complessivo della crosta terrestre ed ai meccanismi alla base della tettonica delle placche.

## Distribuzione geografica delle fosse

### Oceano Pacifico
- Fossa delle Marianne (profondità: 10 994 ± 40 m[1][2][3])
- Fossa delle Tonga (profondità: 10 882 m[4][5])
- Fossa delle Filippine (profondità: 10 497 m[6])
- Fossa del Giappone profondità: circa 10 500 metri)
- Fossa delle Curili profondità: circa 10 500 metri)[7]
- Abisso Emden (profondità: circa 10 400 metri)
- Fossa delle Kermadec (profondità: circa 10 000 metri)
- Fossa di Bougainville (profondità: circa 9 100 metri)
- Fossa di Atacama (profondità: circa 8 000 metri)
- Fossa delle Aleutine (profondità: circa 7 800 metri)
- Fossa delle Nuove Ebridi (profondità: circa 7 500 metri)
- Fossa delle Ryūkyū (profondità: circa 7 500 metri)

### Oceano Indiano
- Fossa della Sonda o di Giava (profondità: 7 450 m[8]
- Fossa Diamantina (profondità: circa 8 000 metri)

### Oceano Atlantico
- Fossa di Porto Rico (profondità: 8 380 m[9])
- Fossa delle Sandwich Australi (profondità: 8 428 m[10])